# Donald Joseph Kettler
Donald Joseph Kettler (Minneapolis, 26 novembre 1944) è un vescovo cattolico statunitense, dal 15 dicembre 2022 vescovo emerito di Saint Cloud.

## Biografia
Donald Joseph Kettler è nato a Minneapolis, Minnesota, il 7 ottobre 1957 da Norbert Joseph "Joe" Kettler e Marguerite Raiche. Ha tre fratelli, Jim, Beth e Kathleen. La sua famiglia si è poi trasferita a Sioux Falls, Dakota del Sud.

### Formazione e ministero sacerdotale
Ha frequentato la Cathedral Grade School a Sioux Falls e la Trinity Preparatory High School a Sioux City. Ha compiuto gli studi per il sacerdozio al seminario "Crosier" di Onamia e alla Saint John's University di Collegeville.
Il 29 maggio 1970 è stato ordinato presbitero per la diocesi di Sioux Falls. In seguito è stato vicario parrocchiale della parrocchia del Sacro Cuore ad Aberdeen dal 1970 al 1976, della parrocchia di Santa Teresa a Sioux Falls dal 1976 al 1977, di nuovo della parrocchia del Sacro Cuore ad Aberdeen dal 1977 al 1978 e della parrocchia della cattedrale di San Giuseppe a Sioux Falls dal 1978 al 1979 e direttore del Centro pastorale cattolico dal 1979 al 1981. Nel 1981 è stato inviato a Washington per studi. Nel 1983 ha conseguito la licenza in diritto canonico presso l'Università Cattolica d'America. Tornato in diocesi è stato vicario giudiziale dal 1983 al 2002; di nuovo direttore del Centro pastorale cattolico dal 1984 al 1987; rettore della cattedrale di San Giuseppe a Sioux Falls dal 1987 al 1995; parroco della parrocchia di San Lamberto a Sioux Falls dal 1995 al 2000 e parroco della parrocchia di Cristo Re a Sioux Falls dal 2000 al 2002. È stato anche membro del consiglio finanziario diocesano, del comitato amministrativo, del consiglio di amministrazione di Catholic Family Services, del consiglio di amministrazione dell'Associazione delle Chiese cristiane del Dakota e membro del consiglio del sistema scolastico cattolico di Sioux Falls.

### Ministero episcopale
Il 21 maggio 2002 papa Giovanni Paolo II lo ha nominato vescovo di Fairbanks. Ha ricevuto l'ordinazione episcopale il 15 dicembre successivo dall'arcivescovo metropolita di Anchorage Roger Lawrence Schwietz, co-consacranti il vescovo di Juneau Michael William Warfel e quello di Sioux Falls Robert James Carlson. È stato il primo vescovo di quella sede a non appartenere alla Compagnia di Gesù.
Il 1º marzo 2008, come annunciato pubblicamente tre settimane prima, ha presentato istanza di fallimento ai sensi del Chapter 11, a seguito di negoziati infruttuosi per risolvere dozzine di richieste di risarcimento per abusi sessuali perpetrati in precedenza da chierici in servizio nella diocesi. La diocesi di Fairbanks è diventata così la sesta diocesi negli Stati Uniti a dichiarare bancarotta.
Nell'aprile del 2012 ha compiuto la visita ad limina.
Il 20 settembre 2013 papa Francesco lo ha nominato vescovo di Saint Cloud. Ha preso possesso della diocesi il 7 novembre successivo.
Nel gennaio del 2020 ha compiuto una seconda visita ad limina.
Il 26 maggio 2020 ha comunicato che la diocesi di Saint Cloud potrebbe presentare istanza di fallimento se 22,5 milioni di dollari fossero incamerati per risarcire 70 sopravvissuti ad abusi sessuali da parte di chierici in servizio in quella diocesi. Lo stesso giorno, il vescovo Kettler ha chiesto scusa ai sopravvissuti ad abusi sessuali per il danno subito e ha detto di essere impegnato ad "assistere nella guarigione di tutti coloro che sono stati feriti".
Il 15 dicembre 2022 papa Francesco ha accolto la sua rinuncia, presentata per raggiunti limiti di età, al governo pastorale della diocesi di Saint Cloud; gli è succeduto Patrick Neary, parroco della parrocchia del Santo Redentore a Portland.
Il 1º maggio 2025 gli sono stati temporaneamente affidati "i diritti, le facoltà e le responsabilità" di amministratore apostolico sede plena della diocesi di Sioux Falls.
In seno alla Conferenza dei vescovi cattolici degli Stati Uniti è membro del sottocomitato per i cattolici nativi americani.

## Genealogia episcopale
La genealogia episcopale è:
- Cardinale Scipione Rebiba
- Cardinale Giulio Antonio Santori
- Cardinale Girolamo Bernerio, O.P.
- Arcivescovo Galeazzo Sanvitale
- Cardinale Ludovico Ludovisi
- Cardinale Luigi Caetani
- Cardinale Ulderico Carpegna
- Cardinale Paluzzo Paluzzi Altieri degli Albertoni
- Papa Benedetto XIII
- Papa Benedetto XIV
- Cardinale Enrico Enriquez
- Arcivescovo Manuel Quintano Bonifaz
- Cardinale Buenaventura Córdoba Espinosa de la Cerda
- Cardinale Giuseppe Maria Doria Pamphilj
- Papa Pio VIII
- Papa Pio IX
- Cardinale Alessandro Franchi
- Cardinale Giovanni Simeoni
- Cardinale Antonio Agliardi
- Cardinale Basilio Pompilj
- Cardinale Adeodato Piazza, O.C.D.
- Cardinale Luigi Raimondi
- Arcivescovo John Robert Roach
- Arcivescovo Roger Lawrence Schwietz, O.M.I.
- Vescovo Donald Joseph Kettler